# Monte Lauzo
Il Monte Lauzo (424 m s.l.m.) è il rilievo più meridionale del comprensorio aurunco e si trova in Provincia di Latina.
Interessante per il panorama su Sperlonga, il Monumento naturale di San Puoto e la Piana di Fondi. Interamente ricoperto di macchia mediterranea Monte Lauzo è raggiungibile da Sperlonga tramite una dissestata carrareccia, affiancata da esemplari di pino d'Aleppo.